# Akant długolistny
Akant długolistny (Acanthus hungaricus (Borbás) Baen.) – gatunek rośliny z rodziny akantowatych.

## Morfologia
LiścieDuże, głęboko wcinane, osiągają do 70 cm długości.
KwiatyZebrane w wysokie, sztywne kwiatostany. Każdy kwiat opatrzony jest kłującym wyrostkiem. Kwitnie od czerwca do sierpnia.

## Zastosowanie
Roślina ozdobna. Preferuje stanowiska słoneczne, lubi wapń oraz żyzną, średnio wilgotną glebę. Nadaje się na rabaty, grupy ogrodowe, kwiat cięty. Rozmnażany przez podział, sadzonki korzeniowe, nasiona do skaryfikacji. Nasiona wysuszone strzelają. W Polsce nie jest w pełni mrozoodporny (strefy mrozoodporności dla akantów to 7-10).